# Маковеев, Александр Фёдорович
Алекса́ндр Фёдорович Макове́ев (1913—1991) — советский строитель, бригадир комплексной бригады каменщиков треста «Мурманрыбстрой» в Мурманской области, Герой Социалистического Труда (1958).

## Биография
Родился 23 февраля (8 марта) 1913 года в деревне Елинская Пежемской волости Вельского уезда Вологодской губернии (ныне Пежемского муниципального образования Вельский район Архангельской области). В конце 1920-х годов ступил в ВЛКСМ
В 1930 году в поисках работы переехал в Мурманск, где стал работать на стройке подсобником у каменщиков-сезонников. Под началом опытного мастера кирпичной кладки Александра Цирина быстро освоил азы профессии, через два года начал работать самостоятельно и принялся вникать в тонкости дела. Набравшись опыта, начал по-новому организовывать работу, ставить рекорды в укладке кирпича, сокращении общих сроков строительства не в ущерб качеству возводимых зданий. За смену укладывал около 5 тысяч кирпичей. В 1935 году его бригада особенно отличилась при возведении на Северной улице школы № 19 (ныне школа № 12).
Участник Великой Отечественной войны. С сентября 1941 года служил сапёром в 325-м стрелковом полку 14-й стрелковой дивизии 14-й армии Карельского фронта. Занимался оборудованием переднего края обороны минно-взрывными заграждениями, строительством на Мурманском направлении долговременных огневых точек. Награждён медалью «За отвагу» (1944). С января 1945 года — в 329-м гвардейском полку 101-й гвардейской стрелковой Печенгской дивизии 19-й и 2-й ударной армий 2-го Белорусского фронта. Освобождал Западную Белоруссию, Польшу, участвовал в Восточно-Померанской операции, за отличие в которой (постройку в боевых условиях моста через реку Штольпе) награждён орденом Красной Звезды. Окончил войну в звании гвардии ефрейтора.
Демобилизовавшись из армии, вернулся в строительный трест «Мурманрыбстрой». Активно участвовал в восстановительных работах: поднимал стены разрушенных домов на центральной городской магистрали, заделывал рухнувшие углы здания Дома культуры. 8 октября 1946 года на строительстве на проспекте Ленина Дома Советов (где сегодня располагается Мурманская областная дума) уложил за смену 7600 кирпичей, выполнив дневную норму на 750 % и установив рекорд Заполярья. Его же бригада смонтировала первое в Мурманске крупноблочное здание на выходе улицы Самойловой к площади Пяти Углов. В 1951 году стал членом ВКП(б). С первых послевоенных лет стал умелым наставником молодых строителей. Так, на строительстве самого большого в Мурманске дома в 1957 году ему было поручено возглавить бригаду, в которой большинство составляли юноши, не имевшие профессии. Бригадир справился с поставленной задачей как по строительству здания, так и по обучению и воспитанию молодёжи.
За ударный труд на послевоенном восстановлении города и строительстве нового жилья и объектов соцкультбыта для рыбаков Мурманска был представлен к высшей награде. Указом Президиума Верховного Совета СССР от 9 августа 1958 года за выдающиеся успехи, достигнутые в строительстве, Александру Фёдоровичу Маковееву присвоено звание Героя Социалистического Труда с вручением ордена Ленина и золотой медали «Серп и Молот».
В 1962 году перешёл на работу во вновь созданный современный домостроительный комбинат бригадиром монтажников.
В 1964 году А. Ф. Маковеев подсчитал, что за 30 лет построил в Мурманске со своей бригадой более 200 зданий.
Выйдя на пенсию, жил в Севастополе (Крым). Умер 13 июня 1991 года на 79-м году жизни. Похоронен на Аллее Героев кладбища «Кальфа» в Севастополе.

## Награды
- золотая медаль «Серп и Молот» (9 августа 1958 года)
- орден Ленина (9 августа 1958 года)
- орден Отечественной войны II степени (11 марта 1985 года)
- орден Красной Звезды (30 апреля 1945 года)
- медаль «За отвагу» (30 сентября 1944 года)
- медали СССР